# دهستان طاهرگوراب
دهستان طاهرگوراب نام دهستانی در بخش طاهرگوراب شهرستان صومعه سرا، استان گیلان در ایران است.

## جمعیت
براساس سرشماری مرکز آمار ایران در سال ۱۳۸۵، جمعیت آن ۱۱۴۴۱ نفر (۳۲۶۵ خانوار) بوده‌است.
پروانه معصومی، بازیگر سینمای ایران در ۳۰ سال آخر عمرش در روستای طاهرگوراب زندگی می‌کرد.